# Notranje Gorice
Notranje Gorice so gručasto naselje z okoli 2000 prebivalci v Občini Brezovica, ki leži na južnem delu Ljubljanskega barja, približno 10 km od Ljubljane. Nad naseljem se dviga velik kamnit osamelec Plešivica (390 m), na katerem stoji nekaj hiš. Skozenj potekata cesta med Brezovico in Podpečjo ter železniška proga Ljubljana - Postojna d.m. s postajališčem. V Notranjih Goricah je tudi končna postaja Ljubljanskega potniškega prometa številke 6B. Vzhodi del naselja se imenuje Gmajna, kjer je mdr. Dom strarejših občanov in potok Drobtinka, ki Notranje Gorice loči od Vnanjih Goric.
V Notranjih Goricah je nekoč prevladovala kmetijska dejavnost, v zadnjih desetletjih pa se hitro širi kot spalno naselje za Ljubljano, zato danes prevladujejo obrt in storitve. Večina preostalih njiv je zahodno pod Plešivico.
V bližini na barju so bila odkrita kolišča iz bronaste dobe. Sam kraj se prvič omenja konec 12. stoletja, v zapisu iz 14. stoletja je omenjen kot Gorice pri sv. Martinu, ki mu je posvečena tudi župnijska cerkev župnije Notranje Gorice. Ta se prvič omenja v 15. stoletju, sedanjo podobo je dobila s prezidavo leta 1851. V njej je nekaj časa župnikoval slovenski pisatelj Janez Jalen.
V Notranjih Goricah deluje tudi kulturo društvo Janez Jalen (KD Janez Jalen), ki se ukvarja z gledališčem.